# Prag 17
Prag 17 oder Řepy ist ein Verwaltungsbezirk sowie ein Stadtteil der tschechischen Hauptstadt Prag. Der Verwaltungsbezirk Prag 17 liegt am westlichen Rand der Stadt und umfasst den Stadtteil Prag 17 sowie den Stadtteil Praha-Zličín. Der Stadtteil Prag 17 ist identisch mit der Katastralgemeinde Řepy (deutsch Rzepy, Řepy, Rzeppy, 1939–1945 Rüben).

## Geschichte
Řepy wurde erstmals im Jahr 993 in der Gründungsurkunde des Stiftes Břevnov erwähnt. 1879 starb der Räuber Wenzel Babinsky im Ort und er wurde hier begraben.
Řepy wurde im Jahr 1968 in das Prager Stadtgebiet eingemeindet.

## Sehenswürdigkeiten
- Wallfahrtskirche Maria vom Siege am Weißen Berg
- Kloster der Barmherzigen Schwestern vom hl. Karl Borromäus, gegründet 1858, diente lange Zeit als Frauengefängnis. Während des Kommunismus aufgelöst, dient es heute wieder als Pflegeheim und Frauengefängnis
- Kirche des hl. Martin aus dem 12. Jahrhundert
- Friedhof Řepy mit dem Grab Wenzel Babinskys

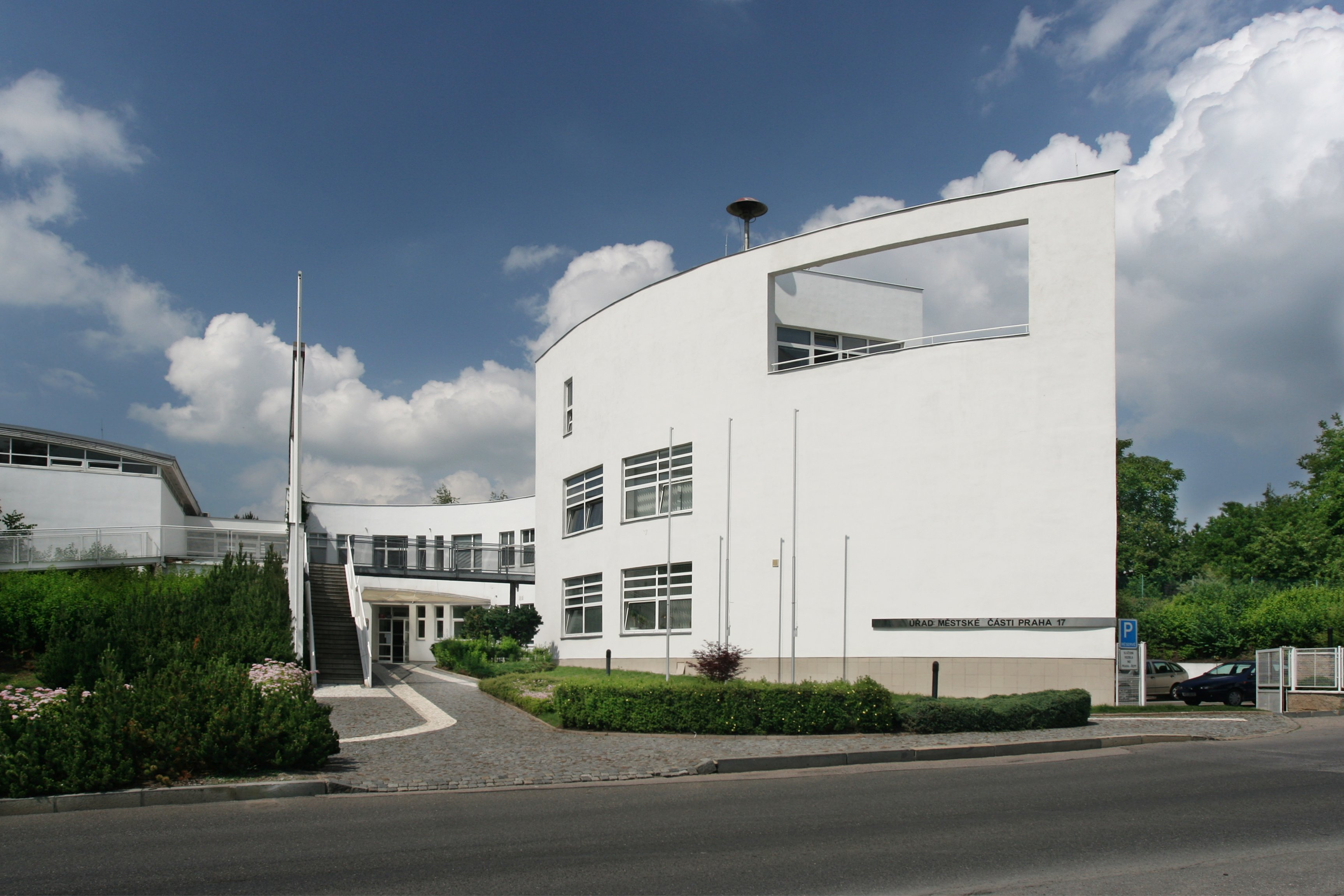
Rathaus von Prag 17
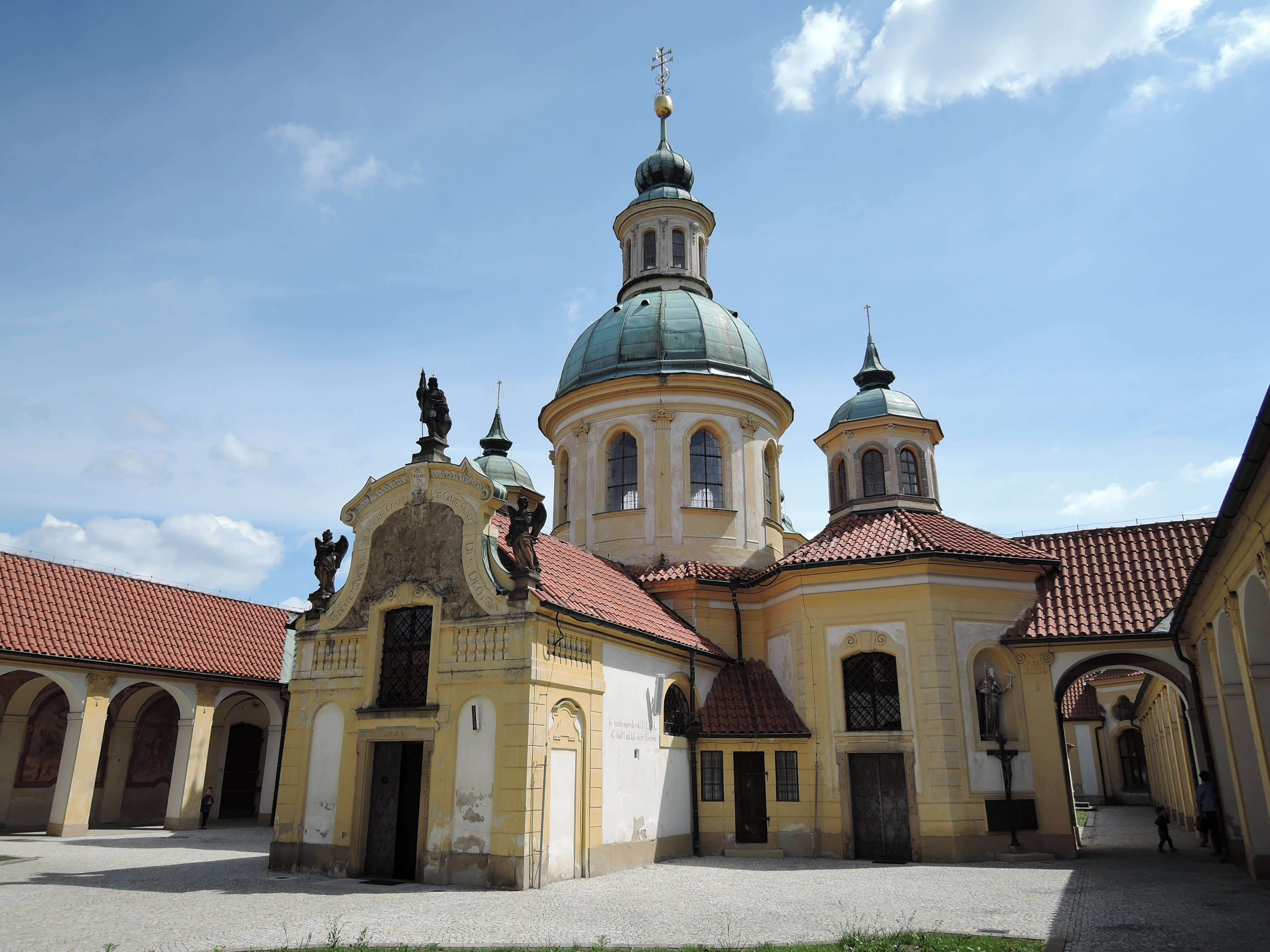
Maria vom Siege am Weißen Berg
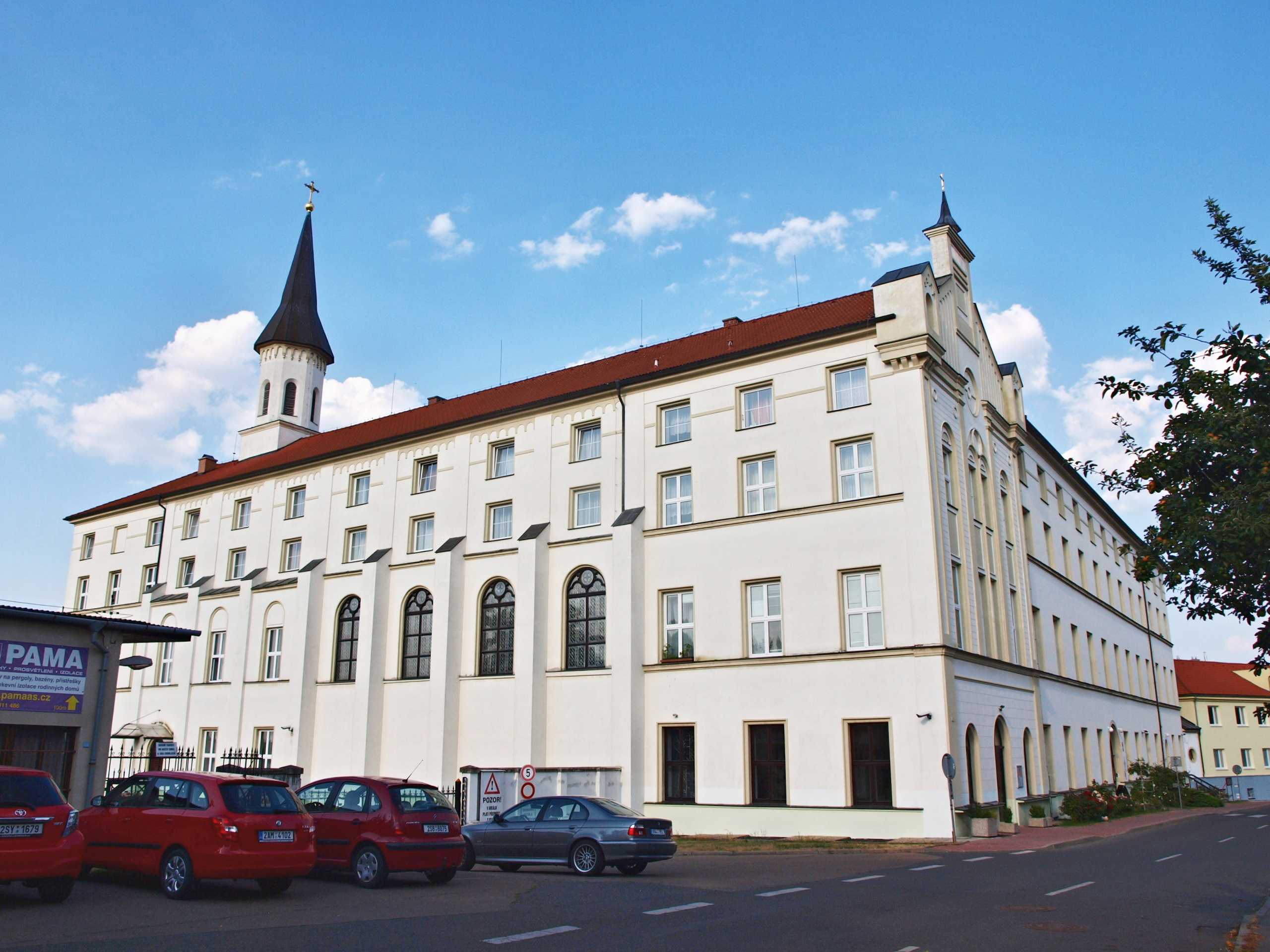
Borromäerinnenkloster
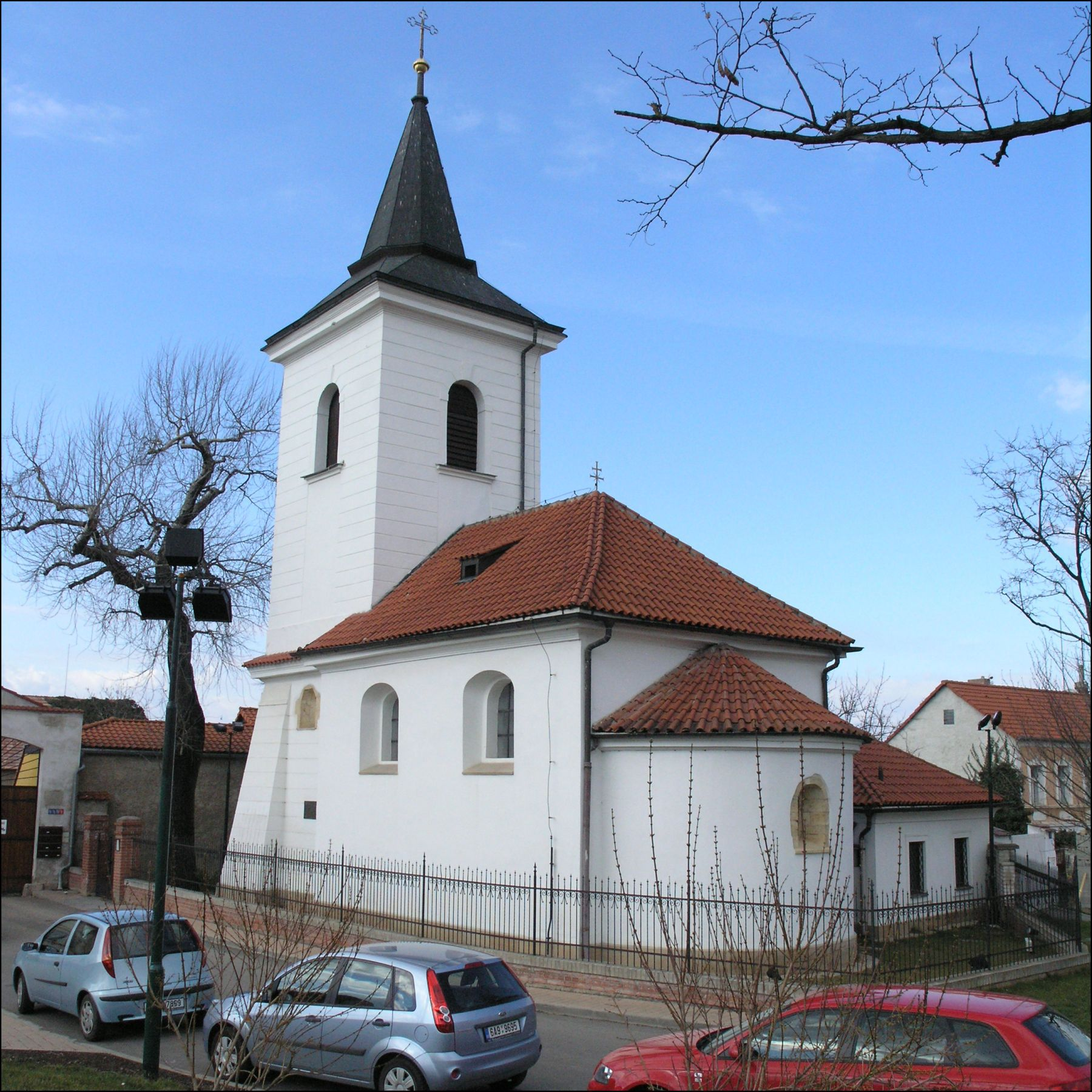
Martinskirche
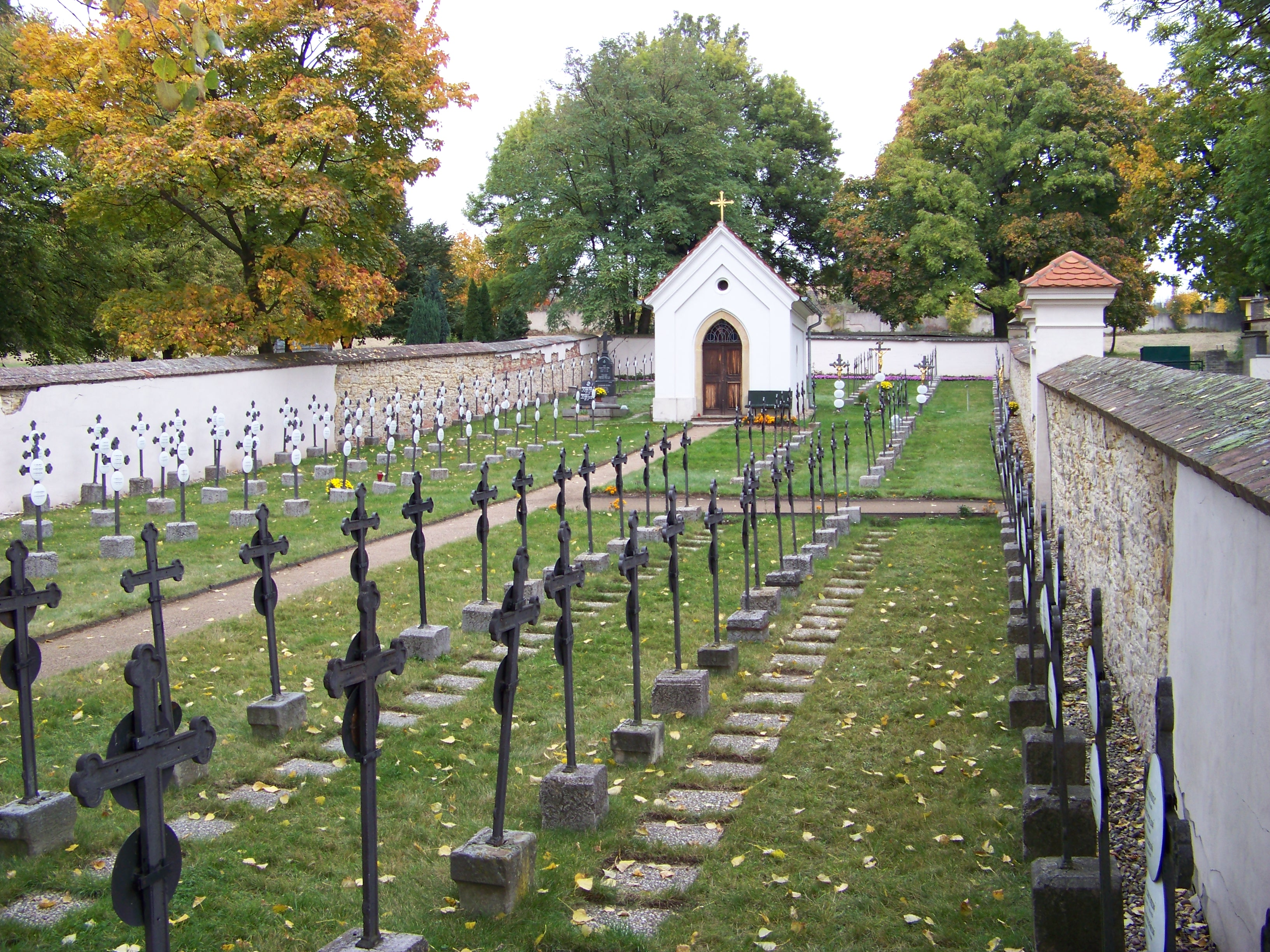
Ordensfriedhof der Borromäerinnen auf dem Friedhof Řepy